# Baiyoke Sky Hotel

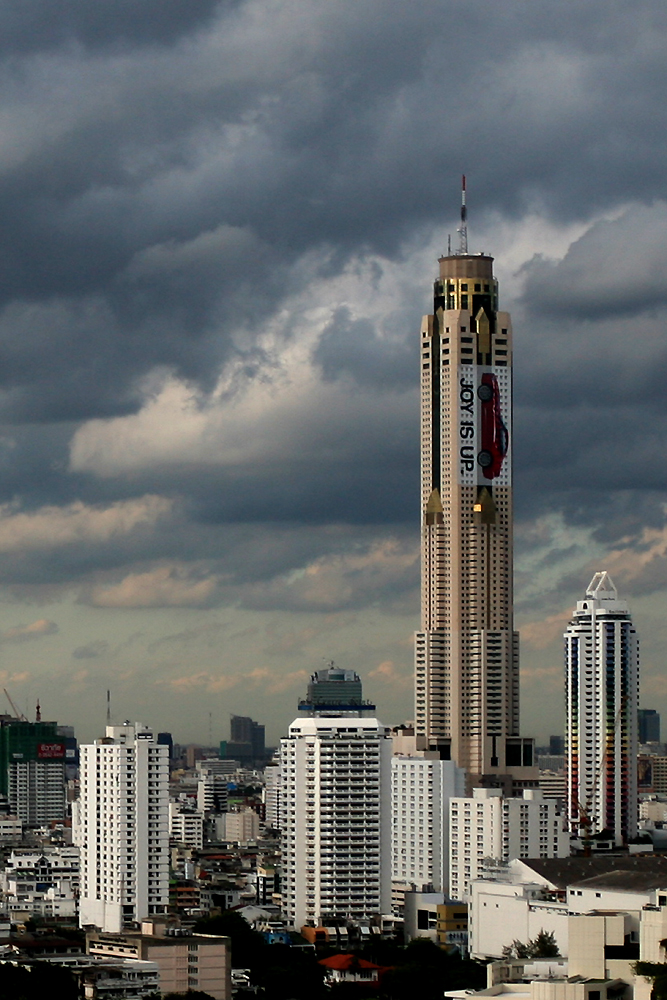
Baiyoke Tower II

Baiyoke Sky Hotel est le plus grand hôtel de Thaïlande, il est à ce jour le cinquième hôtel le plus haut du monde. 
Il se trouve à Bangkok, dans la Baiyoke Tower II, qui surplombe la ville de ses 88 étages (343,35 mètres). L'hôtel a une capacité de 673 chambres et suites luxueuse. À mi-niveau, une piscine est accessible aux résidents de l'hôtel.